# أكاديمية العلوم العسكرية (روسيا)
أكاديمية العلوم العسكرية (بالروسية: Академия военных наук Российской Федерации) هي منظمة بحثية عامة أقاليمية غير حكومية روسية. تجري البحوث العسكرية الأساسية والتطبيقية، ويقع مقرها الرئيسي في موسكو.
سجلت المنظمة العامة "أكاديمية العلوم العسكرية" في وزارة العدل في الاتحاد الروسي في 3 يونيو 1994 (شهادة التسجيل رقم 2278). تمت الموافقة على إنشاء المنظمة في 20 فبراير 1995 بمرسوم من رئيس الاتحاد الروسي. منذ تأسيسها، شغل الأكاديمي والجنرال في الجيش محمود غارييف منصب رئيسها حتى وفاته في عام 2019. ويشغل جنرال الجيش فاليري غيراسيموف، رئيس الأركان العامة وقائد جميع القوات الروسية في أوكرانيا، منصب رئيسها منذ عام 2021.

## ملخص
تجمع الأكاديمية بين علماء القوات المسلحة (AF)، وجهاز الأمن الفيدرالي الروسي، ووزارة الشؤون الداخلية (روسيا)، ووكالات أمنية أخرى وصناعات دفاعية، بالإضافة إلى علماء مدنيين. وبحلول نهاية عام 2005، كانت الأكاديمية تضم 584 عضوًا عاملاً، و270 عضوًا مناظرًا، و38 عضوًا فخريًا، و1254 أستاذًا. حوالي 30% من أعضاء الأكاديمية هم أعضاء في القوات المسلحة الروسية والأجهزة الأمنية الأخرى.
الأكاديمية لديها علاقات مع مراكز البحوث الروسية والمنظمات العلمية لدول رابطة الدول المستقلة، والأكاديمية الروسية للعلوم، والأكاديمية الروسية لعلوم الصواريخ والمدفعية، والأكاديمية الوطنية للعلوم في بيلاروسيا، والأكاديمية العسكرية لهيئة الأركان العامة للقوات المسلحة الروسية القوات، والجامعة العسكرية التابعة لوزارة الدفاع الروسية، ومعهد التاريخ العسكري التابع لوزارة الدفاع الروسية، ورابطة شركات الدفاع، ومعهد موسكو الحكومي للعلاقات الدولية وغيرها من الجامعات ومعاهد البحوث ومؤسسات البحوث على مستوى الإدارات والعامة.

## مجالات البحث
- دراسة طبيعة التهديدات العسكرية لأمن روسيا وسبل منع الحروب والصراعات المسلحة؛
- دراسة تكوين ومحتوى المصالح الوطنية لروسيا وكيفية ضمان أمنها العسكري؛
- تطوير الأسس العلمية للعقيدة العسكرية والإصلاح العسكري وتنظيم الدفاع الجماعي لرابطة الدول المستقلة؛
- التنبؤ بالحرب المستقبلية وطرق استخدام القوات المسلحة؛
- وضع توصيات لبناء وتطوير القوات المسلحة الروسية؛
- وضع مقترحات علمية لتخفيض الأسلحة الهجومية الاستراتيجية في الدول الحائزة للأسلحة النووية؛
- دراسة مشاكل احتمال ظهور الأسلحة بناء على مبادئ فيزيائية جديدة وتأثيرها على أشكال وأساليب الحرب؛
- دراسة مشاكل الحرب في الفضاء والمستمرة من الفضاء؛
- تطوير مفهوم مشروع الإصلاح العسكري، الذي يغطي مشاكل تحويل جميع الهياكل الدفاعية للدولة؛
- دراسة خصوصيات التدريب والعمليات والعمليات القتالية في الحروب المحلية والنزاعات المسلحة؛
- مشاكل التنمية المتعلقة بإنشاء الاتحاد الأوراسي وسبل تعزيز الأمن العسكري الجماعي داخل رابطة الدول المستقلة؛
- دراسة وتطوير أشكال وأساليب التدريب العملياتي والقتال بموارد لوجستية محدودة لصيانتها؛
- تطوير الأساس الأيديولوجي للتلقين العسكري للجيش الروسي الجديد.